# Otto Friedrich Ignatius

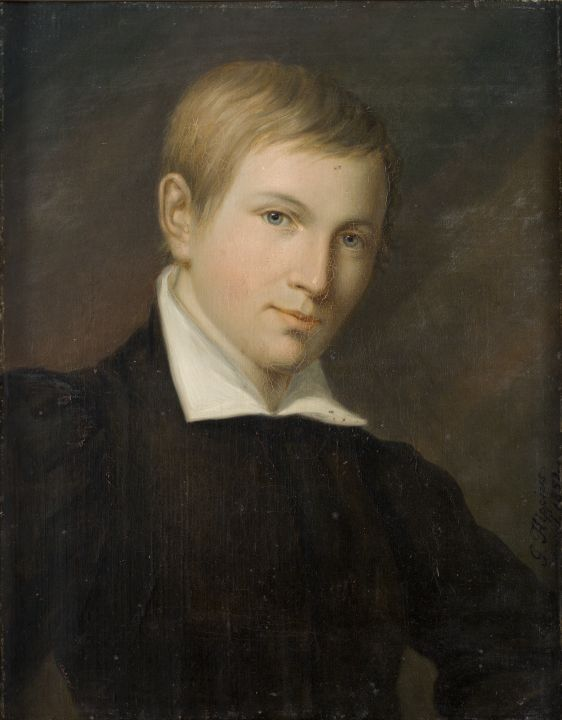
Gustav Adolf Hippius: „Portrait des Malers Otto Friedrich Ignatius“ (Öl auf Leinwand, 1852)

Otto Friedrich Ignatius (* 17. Apriljul. / 28. April 1794greg. in Hageri, Estland; † 26. Augustjul. / 7. September 1824greg. in Zarskoje Selo) war ein deutschbaltischer Maler, Schriftsteller und Komponist.

## Leben

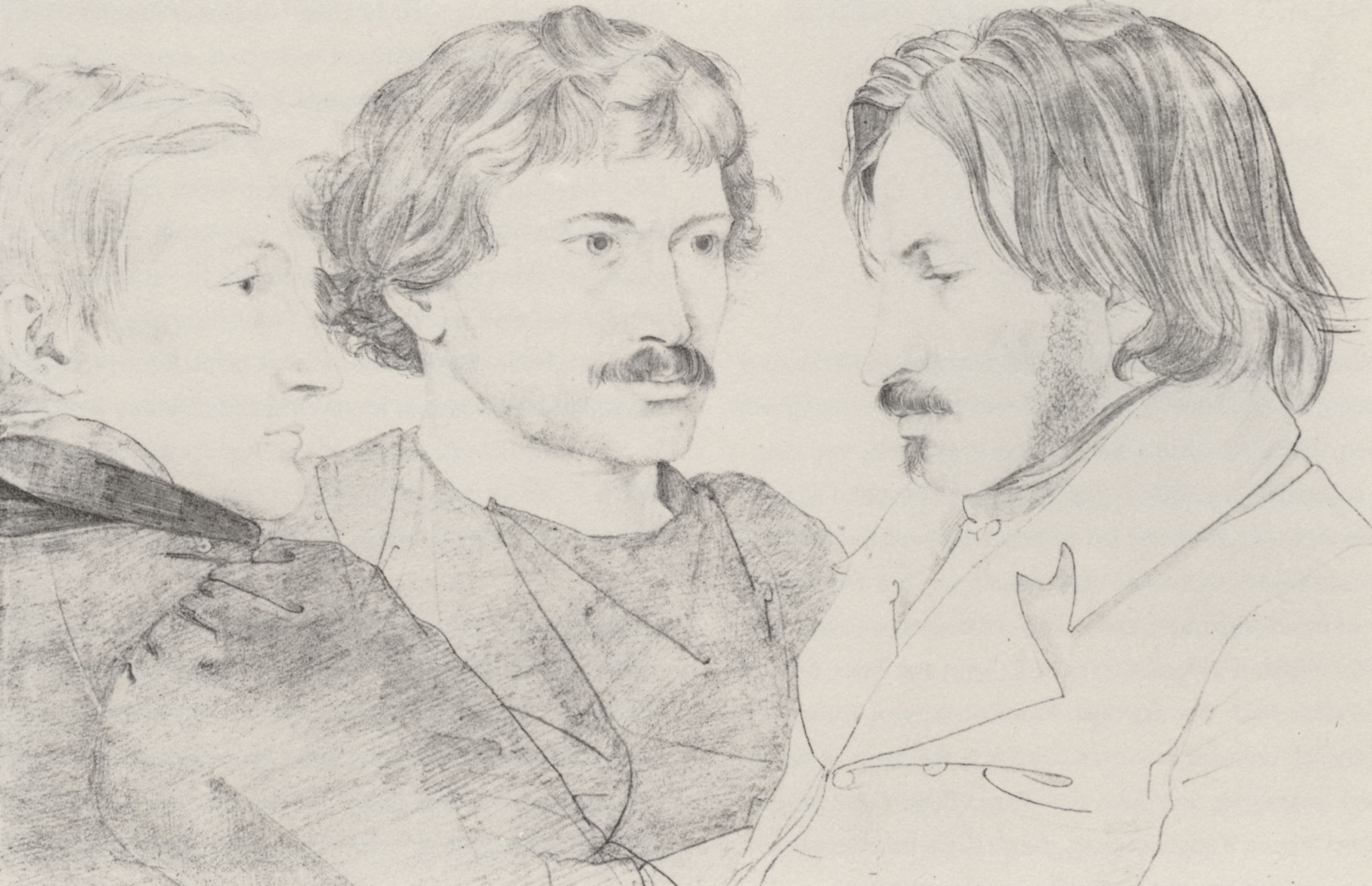
Carl Philipp Fohr:
Otto Friedrich Ignatius, August Georg Wilhelm Pezold, Gustav Adolf Hippius

Otto Friedrich Ignatius wurde in Hageri (deutsch Haggers) bei Tallinn (Reval) geboren. Sein Vater, David Friedrich Ignatius (1756–1834), war Pastor der örtlichen Kirchengemeinde. Er hatte am Pastorat eine Lehranstalt gegründet, an der Otto Friedrich Zeichenunterricht erhielt. Otto Friedrichs Lehrer war der Künstler Carl Siegismund Walther. Studienkamerad von Otto Friedrich Ignatius in Hageri war der spätere Maler Gustav Adolf Hippius.
1812/13 studierte Ignatius zunächst an der Kunstakademie in der russischen Hauptstadt Sankt Petersburg. Anschließend setzte er seine Studien an der Kunstakademie in Berlin fort. 1815 ging Ignatius mit seinen deutschbaltischen Malerfreunden Gustav Adolf Hippius und August Georg Wilhelm Pezold nach Dresden und von dort über Prag nach Wien. An der Kunstakademie in Wien war eine einige Zeit Schüler von Heinrich Friedrich Füger.
Ignatius reiste 1817 nach Italien weiter. Zwei Jahre lebte und arbeitete er in Rom. Er unterhielt dort enge Verbindungen mit den Nazarenern. 1819 kehrte er nach Estland zurück, wo er in Hageri und Tallinn lebte.
1820 zog Ignatius nach Sankt Petersburg. Dort blieb er bis zu seinem Tod vier Jahre später Kunstmaler am Hof des Zaren in der Eremitage.

## Werk
Ignatius wurde vor allem für seine Porträts bekannt. Hierzu zählen das Bildnis seiner Frau Adelheid (1819), das Einflüsse der Nazarener aufweist, sowie das Porträt des Militärs Otto Wilhelm von Krusenstern und seiner Frau. Daneben schuf er zahlreiche Werke, die sich mit religiösen Themen beschäftigten. Sein größtes Werk, die Wandmalerei in der kaiserlichen Loge der Schlosskirche von Zarskoje Selo, blieb durch Ignatius’ frühen Tod unvollendet. Sie wurde erst 1825 durch seinen Freund Gustav Adolf Hippius fertiggestellt (1941 vernichtet).
Daneben war Ignatius auch als Autor tätig: er schrieb einige Gedichte und Dramen. Die bekanntesten sind das Lustspiel Der Korb oder die zaghaften Liebhaber (1820) und die historische Tragödie Marino Falieri (1824). Außerdem komponierte Ignatius Lieder. 1829/30 wurden Tagebuchauszüge seiner Italienreise veröffentlicht. Darin beschreibt er seinen programmatischen Kunstansatz.